# Warmbrunner Tallsackmarkt
Warmbrunner Tallsackmarkt (auch nur Tallsackmarkt genannt, schlesisch: Woarmboader Toallsackmoarkt, polnisch Cieplicki Jarmark Safanduły) war das größte Volksfest im Riesengebirge. Es fand alljährlich am Palmsonntag in Bad Warmbrunn statt und bestand über 700 Jahre. Ursprünglich war es ein religiöses Fest der Gebirgsbauern und Siedler. Der Name kommt von einem merkwürdigen Hefegebäck in Gestalt einer plumpen Mannesfigur – Tallsack – her.
Mit der Vertreibung der Deutschen aus Schlesien erlosch diese Tradition nach 1945.
Im April 2025 fand der Jahrmarkt nach über 80 Jahren wieder  statt.